# Indiaca

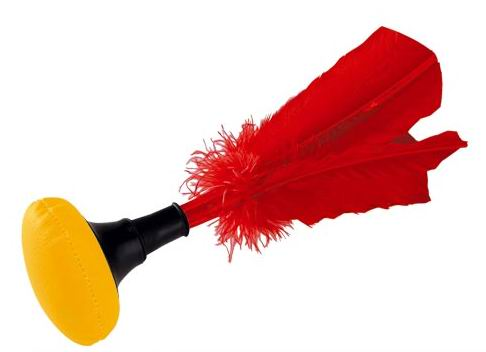
Indiaca „Turnier“ – offizielles Spielgerät der IIA

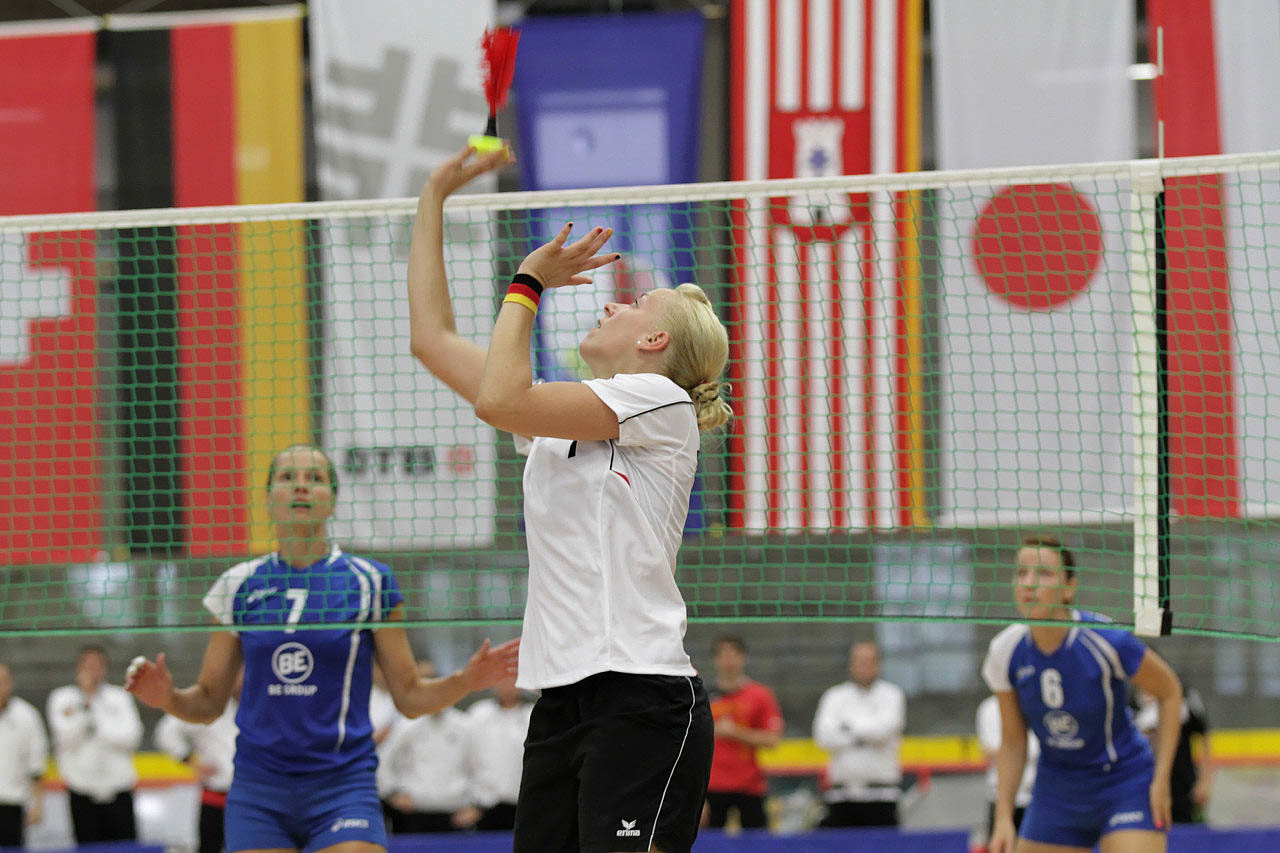
Spielen der Indiaca

Indiaca ist ein schnelles und sehr dynamisches Rückschlagspiel, welches auf südamerikanische Wurzeln zurückgeführt wird. Das Spiel ist eine Mannschaftssportart, die – ähnlich wie Volleyball – auf einem durch ein Netz getrennten Spielfeld gespielt wird. Spielgerät ist die gleichnamige Indiaca (auch: Indiacaball), die mit der flachen Hand geschlagen wird. Die Popularität des Indiacaspiels als Freizeitspiel nimmt in Deutschland stetig zu. Neben dem Freizeitspiel ohne feste Regeln gibt es Indiaca auch als organisierten Wettkampfsport, der vor allem im Deutschen Turner-Bund (DTB) gespielt wird. Daneben gibt es Turniere und Meisterschaften auch im Christlichen Verein Junger Menschen (CVJM) und im Deutschen Verband für Freikörperkultur (DFK).

## Entwicklung der Sportart

### Geschichte
Es wird angenommen, dass Indiaca von den Ureinwohnern Südamerikas stammt. Dort existiert das Spiel unter dem Namen Peteca bereits seit einigen hundert Jahren als Volkssport. 1936 beobachtete der deutsche Sportlehrer Karlhans Krohn aus Köln beim Spaziergang am Strand von Copacabana Jugendliche beim Peteca-Spiel und brachte das Spiel mit nach Deutschland. Nach dem Zweiten Weltkrieg verbreitete es sich unter dem Namen „Indiaca“ (als Kofferwort aus „Indianer“ und „Peteca“) zuerst in der kirchlichen Jugendarbeit und im CVJM. Die erste deutsche Meisterschaft im CVJM wurde 1968 in Limburgerhof ausgetragen. 1972 wurde die Indiaca vom Deutschen Sportbund (DSB) als „Trimmgerät des Jahres“ ausgezeichnet. In der Folge gelang es, Indiaca in zahlreichen Vereinen zu organisieren und diese in den DTB zu integrieren. Indiaca ist dort als eigenständiges Fachgebiet im Bereich der Turnspiele organisiert. 1991 erhielt der DTB vom DSB das Alleinvertretungsrecht und ist damit der anerkannte Fachverband für Indiaca in Deutschland.
Die Fertigung der originalen Indiaca-Bälle wurde von Karlhans Krohn an die Firma Beiter in Remscheid übergeben. Seit 2020 wird die Produktion von der Firma MALG (ebenfalls in Remscheid) weitergeführt. Die Indiaca „Turnier“, das offizielle Spielgerät der IIA, ist im Handel bei verschiedenen Anbietern erhältlich und wird u. a. von Tunturi vertrieben.

### Indiaca in Deutschland
Seit 1998 werden vom DTB jährlich offizielle deutsche Indiacameisterschaften (DM) in den Spielklassen Frauen, Männer und Mixed durchgeführt. Es können bis zu vier Mannschaften eines Landesverbandes (in der Regel die ersten Vier der Landesmeisterschaften) zunächst an den Regionalmeisterschaften (Nord und Süd) teilnehmen. Dort qualifizieren sich jeweils fünf Mannschaften für die DM. Bei der Jugend (Altersklasse 11–14 bzw. 15–18) und den Senioren (AK 35+, 45+ und 55+) qualifizieren sich bis zu drei Mannschaften eines Landesverbandes direkt zu den deutschen Meisterschaften.
Daneben werden ebenfalls jährlich die deutschen CVJM-Meisterschaften sowie – mit teilweise abgeänderten Regeln – die DFK-Meisterschaften ausgetragen. Als weitere Spitzensportveranstaltung hat sich in den vergangenen Jahren die Deutsche Indiaca-Liga (DIL) des CVJM etabliert, an der sich auch Mannschaften des DTB beteiligen.
Bei den deutschen Meisterschaften 2013 in Kamen gelang es dem TSV Grünwinkel als erstem Verein seit Austragung der deutschen Meisterschaften im DTB, den Titel in allen drei Spielklassen der offenen Altersklasse (AK 19+) zu gewinnen. Bei den DM 2016 in Wallmerod schaffte es auch der CVJM Kamen, das sogenannte Triple zu erringen und konnte dies 2024 bei der DM in Karlsruhe wiederholen.

### Indiaca international
Am 26. Mai 2000 wurde in Berlin die International Indiaca Association (IIA) gegründet. Der IIA gehören neben Deutschland, vertreten durch den DTB, derzeit Estland, Indien, Japan, Luxemburg, die Schweiz und Korea an. Auf internationaler Ebene tragen die Mitgliedsnationen der IIA alle vier Jahre die Weltmeisterschaft (WM) und im zweijährigen Wechsel dazu ebenfalls alle vier Jahre den Worldcup aus. Gespielt wird dabei in den Spielklassen Frauen, Männer und Mixed. Gleichzeitig finden auch die entsprechenden Wettbewerbe für Senioren (AK 40+) statt. Während für die WM Nationalmannschaften aus den besten Spielerinnen und Spielern des gesamten Bundesgebiets gebildet werden, nehmen am Worldcup die Deutschen Meister und Vizemeister teil (vergleichbar der Champions League im Fußball). Die erste WM fand 2001 in Tartu Estland statt, der erste Worldcup 2002 in Karlsruhe.
Seit 2007 findet außerdem alle zwei Jahre der Jugendworldcup in den Altersklassen 11–14 und 15–18 statt. Erster Ausrichter war Malterdingen/Deutschland.

### Übersicht über die bisher ausgetragenen internationalen Wettbewerbe
| Jahr | Veranstaltung        | Ort                  | Land        |
| ---- | -------------------- | -------------------- | ----------- |
| 2001 | 1. Weltmeisterschaft | Tartu                | Estland     |
| 2002 | 1. Worldcup          | Karlsruhe            | Deutschland |
| 2004 | 2. Weltmeisterschaft | Tsukuba              | Japan       |
| 2006 | 2. Worldcup          | Viljandi             | Estland     |
| 2007 | 1. Jugendworldcup    | Malterdingen         | Deutschland |
| 2008 | 3. Weltmeisterschaft | Ettelbrück           | Luxemburg   |
| 2009 | 2. Jugendworldcup    | Nõo                  | Estland     |
| 2010 | 3. Worldcup          | Tartu                | Estland     |
| 2011 | 3. Jugendworldcup    | Rozogi               | Polen       |
| 2013 | 4. Weltmeisterschaft | Bietigheim-Bissingen | Deutschland |
| 2014 | 4. Jugendworldcup    | Ettelbrück           | Luxemburg   |
| 2015 | 4. Worldcup          | Saitama              | Japan       |
| 2016 | 5. Jugendworldcup    | Tartu                | Estland     |
| 2017 | 5. Weltmeisterschaft | Rozogi               | Polen       |
| 2018 | 6. Jugendworldcup    | Dülmen               | Deutschland |
| 2019 | 5. Worldcup          | Tartu                | Estland     |
| 2022 | 6. Weltmeisterschaft | Luxemburg (Stadt)    | Luxemburg   |
| 2023 | 6. Worldcup          | Leuze-en-Hainaut     | Belgien     |
| 2025 | 7. Weltmeisterschaft | Tartu                | Estland     |

Die vierte WM in Bietigheim-Bissingen wurde von der IIA um ein Jahr nach hinten verschoben und der Rhythmus der übrigen Veranstaltungen entsprechend angepasst. Der 7. Jugendworldcup, der im Juli 2020 in Däniken in der Schweiz stattfinden sollte, wurde aufgrund der Corona-Krise ersatzlos abgesagt. Ob und wann der nächste Jugendworldcup stattfindet, steht noch nicht fest. Die für 2021 geplante Weltmeisterschaft wurde ebenfalls pandemiebedingt auf 2022 verschoben.

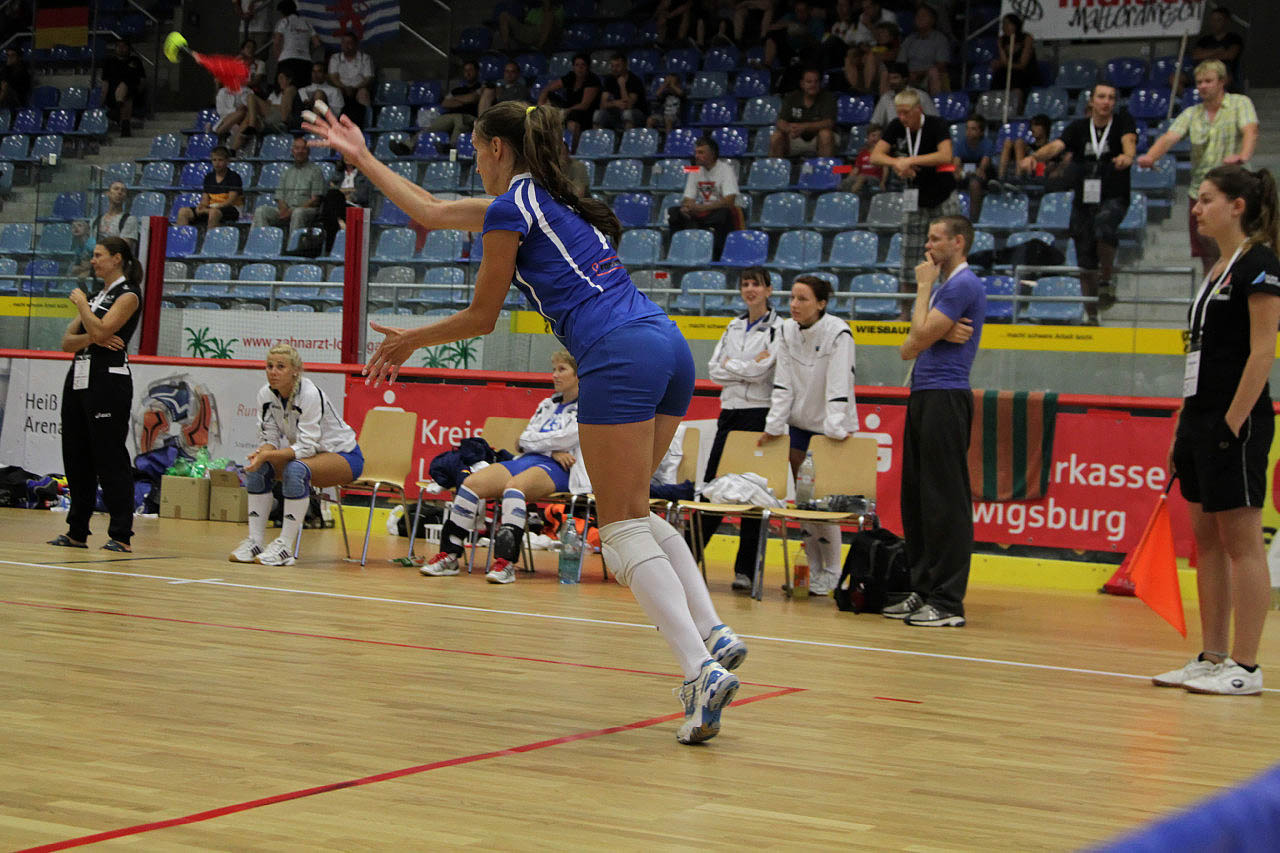
Aufschlag

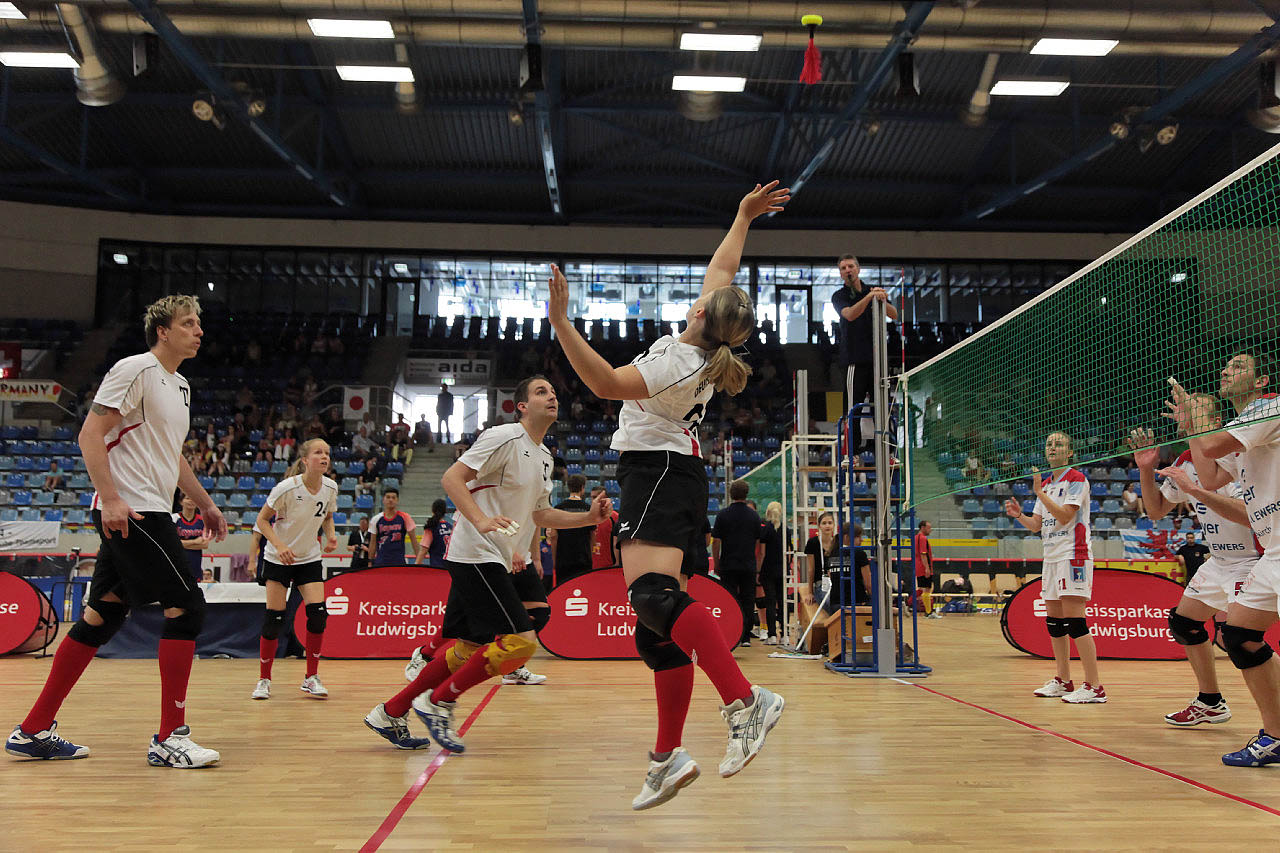
Oberes Zuspiel

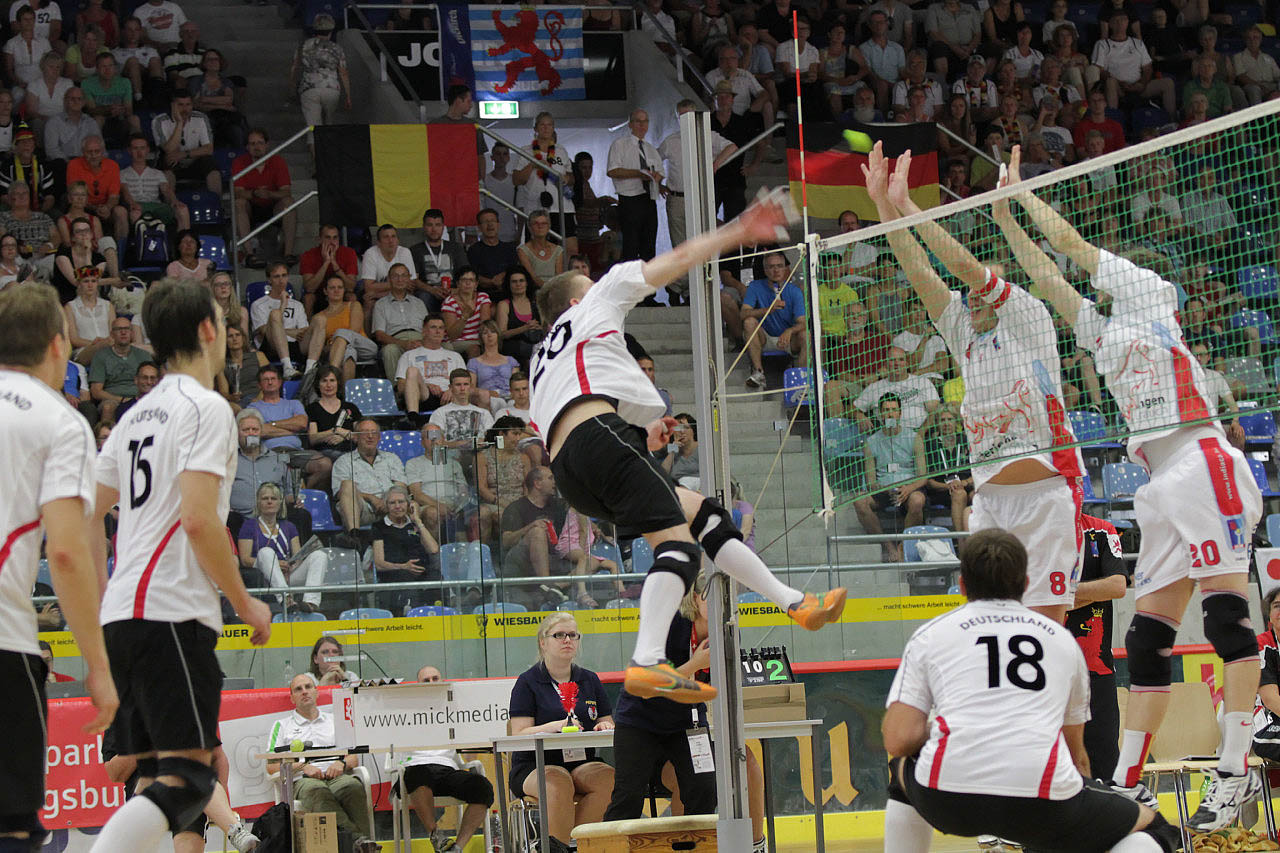
Angriffsschlag

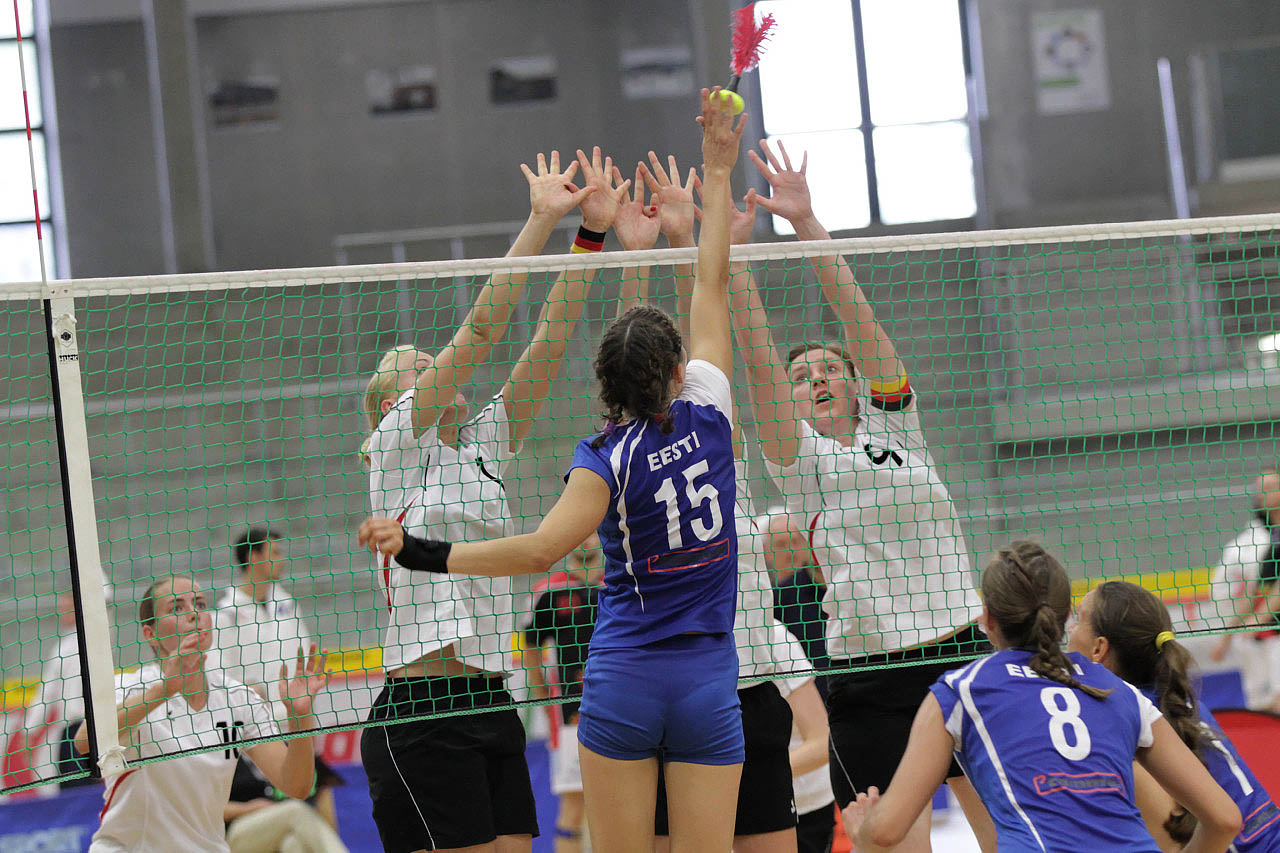
Blocken des gegnerischen Angriffs

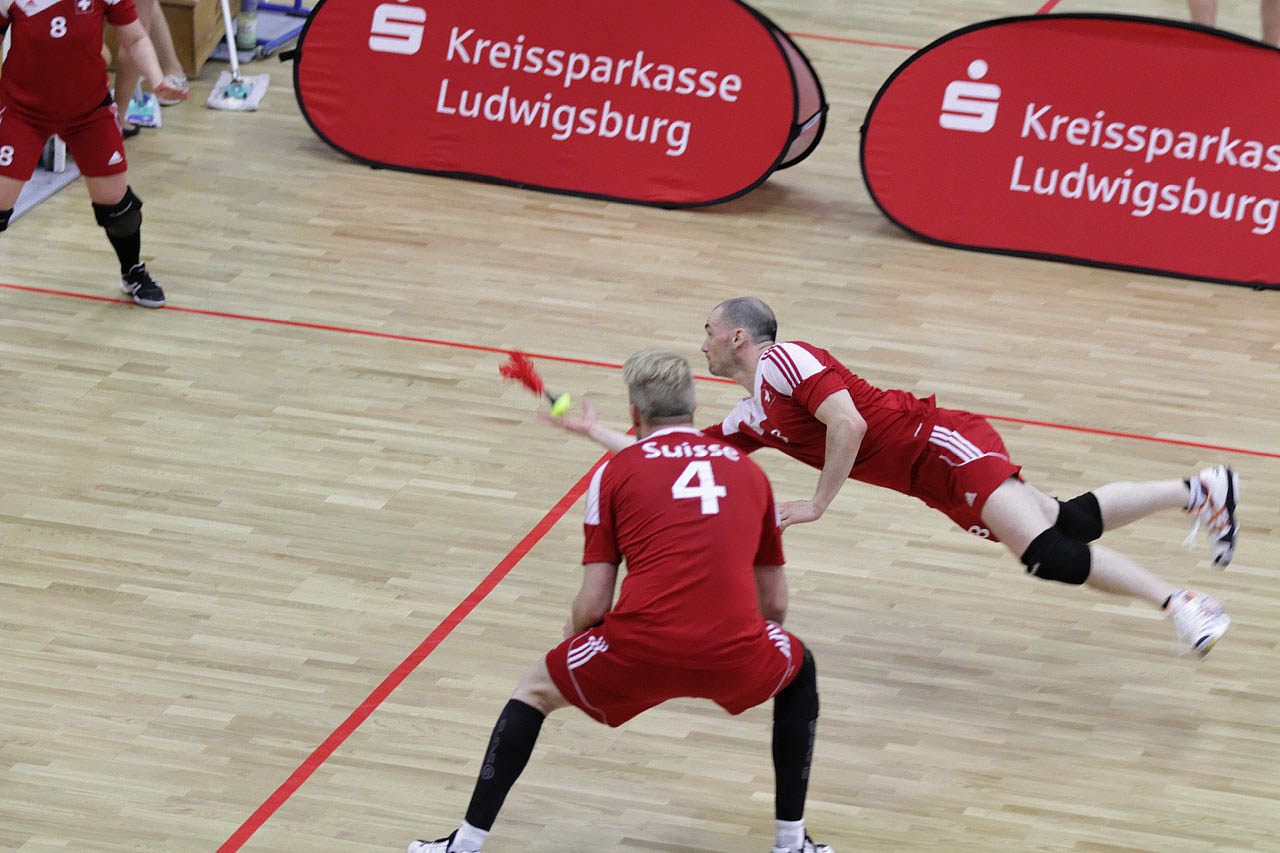
Abwehr des gegnerischen Angriffs

## Regeln
Es wird auf einem 16 m × 6,10 m großen Feld gespielt, das in zwei Hälften für die beiden gegnerischen Mannschaften geteilt ist. Die Netzhöhe beträgt je nach Alter und Geschlecht der Teilnehmer zwischen 2,00 m und 2,35 m. Die Mannschaften bestehen aus je fünf Spielern auf dem Feld und maximal fünf Auswechselspielern.
Die Indiaca wird durch einen Aufschlag ins Spiel gebracht, indem der Spieler, der in der Position rechts hinten steht, die Indiaca über das Netz schlägt. Jede Mannschaft darf die Indiaca maximal dreimal mit Hand oder Arm bis zum Ellbogen berühren und dann zurück in die gegnerische Hälfte schlagen, ohne dass die Indiaca dabei den Boden berührt. Wenn eine Mannschaft einen Fehler begeht, bekommt die gegnerische Mannschaft einen Punkt und das Aufschlagrecht. Wechselt das Aufschlagrecht von einer Mannschaft zu der anderen, wechseln bei dieser die Spieler um je eine Position im Uhrzeigersinn.
Einen Satz gewinnt die Mannschaft, die zuerst 25 Punkte mit mindestens zwei Punkten Abstand erreicht. Gespielt wird mit zwei oder drei Gewinnsätzen. Außerdem gibt es die Abwandlung, zwei Halbzeiten zu spielen. Ein Spielabschnitt dauert dabei zwischen acht und zehn Minuten.
Das ausführliche Basisregelwerk der IIA findet man auf der offiziellen deutschen Indiaca-Website des Technischen Komitees Indiaca im DTB (siehe unter „Weblinks“).

## Techniken
Die balltechnischen Grundfertigkeiten ähneln denen des Volleyballspiels. Verwandte Rückschlagspiele sind Peteca und Federfußball.

### Aufschlag
Der Aufschlag ist von unten und oben erlaubt. Der Spieler greift die Indiaca am Kunststoffteil des Federträgers mit einer Hand und schlägt sie mit der anderen. Die Federn hält er am besten schräg. Er zielt auf einen Punkt über dem Netz in das Spielfeld des Gegners.

### Unteres Zuspiel
Das untere Zuspiel wird bei der Annahme und Abwehr eingesetzt. Das Zuspiel von unten stellt einen defensiven Schlag dar, der sich zur Annahme von flachen und kurz gespielten Bällen eignet. Das Zuspiel erfolgt grundsätzlich einhändig.

### Oberes Zuspiel
Das obere Zuspiel dient meist Vorbereitung eines Angriffsschlags. Es ermöglicht eine bessere Kontrolle der Flugrichtung.

### Angriffsschlag
Der Schmetterschlag ist die am häufigsten verwendete Variante. Er soll so gespielt werden, dass die gegnerische Mannschaft es schwer hat, die Indiaca zu erreichen. Nach drei Schritten führt der Spieler die Arme schnell nach oben und den Schlagarm nach hinten. Am höchsten Punkt schlägt er die Indiaca kräftig nach unten über das Netz.

### Block
Spieler, die auf den vorderen Positionen stehen, springen am Netz hoch und versuchen, mit gestreckten Armen und zusammengehaltenen Händen die Indiaca abprallen zu lassen.

### Anfängertraining
Die korrekte Ausführung der Angabe sollte möglichst paarweise oder in kleinen Gruppen eingeübt werden. Sie ist der einfachste Schlag und für die Spieleröffnung wichtig. Außerdem wird sie beim Erlernen sämtlicher Techniken benötigt. Als Nächstes sollte das Zuspiel von unten trainiert werden, da diese Technik dem Aufschlag sehr ähnlich ist und somit an das bereits Erlernte angeknüpft werden kann. Im Training kann das Zuspiel von unten zuerst wieder paarweise oder in kleinen Gruppen geübt werden. Später kann auch ein kleiner Wettkampf wie „Welche Gruppe kann den Ball am längsten in der Luft halten?“ stattfinden. Beim Erlernen des Zuspiels von oben kann man auf die gleichen Vermittlungsmethoden wie beim Zuspiel von unten zurückgreifen. Beachtet werden sollte, dass zuerst das gerade Zuspiel von oben geübt werden sollte und erst danach das Richtungsspiel.
Der wichtigste Schlag, um die Indiaca im gegnerischen Spielfeld zu platzieren, ist der Angriffsschlag oder auch das Schmettern. Bei Anfängern sollten zunächst Schmetterschläge, bei denen Anlaufrichtung und Flugrichtung der Indiaca übereinstimmen, eingeführt werden. Das Erlernen erfolgt zunächst über Schmetterübungen aus dem Stand, dann im Sprung und in der letzten Phase aus dem Anlauf heraus. Die wirksamste Methode Schmetterschläge abzuwehren stellt der Block dar. Die Spieler sollen senkrecht unmittelbar vor dem Netz beidbeinig abspringen. Die Arme werden dabei hochgeführt und es wird versucht, die geschmetterte Indiaca mit beiden Händen abzuwehren.